# Sam Cassell
Samuel „Sam“ James Cassell (* 18. November 1969 in Baltimore, Maryland) ist ein ehemaliger US-amerikanischer Basketballspieler, der von 1993 bis 2009 in der NBA aktiv war.

## Karriere
Cassell begann seine Karriere an der Florida State University. Er wurde beim NBA Draft 1993 an 24. Stelle von den Houston Rockets gedraftet, denen er 1994 und 1995 zum Gewinn von zwei NBA-Meisterschaften verhalf, bis er nach der Saison 1995–1996 zu den Phoenix Suns für Charles Barkley getradet wurde. Seine nächsten Stationen waren die Dallas Mavericks und die New Jersey Nets, bei denen er allerdings wenig Erfolg hatte, obwohl er bei den Nets mit 19 Punkten pro Spiel zu den besten Spielern zählte.
Zwei Jahre später wurde er zu den Milwaukee Bucks getradet. Dort bildete er zusammen mit Ray Allen eines der besten Guard-Duos, die es jemals in der NBA gab. 2001 verpassten die Bucks knapp das NBA-Finale und schieden im Eastern-Conference-Finale aus. Nach zwei weiteren erfolgreichen Jahren in Milwaukee wurde er 2003 zusammen mit Ervin Johnson im Tausch mit Joe Smith und Anthony Peeler zu den Minnesota Timberwolves getradet. In Minnesota hatte Cassell sein bestes Jahr, erzielte 19,8 Punkte und 7,3 Assists pro Spiel wurde erstmals in das NBA All-Star Game eingeladen, erhielt eine All-NBA Second Team Berufung und stellten mit den Timberwolves die beste Bilanz der Western Conference. Doch auch mit den Wolves scheiterte man im Western-Conference-Finale. Doch das nächste Jahr verlief weniger erfolgreich. Cassell hatte mit Verletzungsproblemen zu kämpfen und war unzufrieden über die Entlassung von Trainer Flip Saunders. Daher wurde er am 12. August 2005 gegen Marko Jarić und Lionel Chalmers und einem Draft Pick zu den Los Angeles Clippers getradet. Den Clippers verhalf er 2006 zu ersten Playoffteilnahme seit 1997. Doch er plagte sich in den nächsten Jahren zunehmen mit Verletzung. Die Clippers entschieden sich in der Saison 2007–08 für einen Neuaufbau und einigten sich mit Cassell auf einen Buyout. Womit Cassell am 28. Februar 2008 Free Agent wurde, bis sich die Boston Celtics seine Dienste sicherten. Cassell absolvierte die restlichen 17 Saisonspiele für die Celtics und qualifizierte sich mit den Celtics für die Playoffs. Mit den Celtics gewann er im selben Jahr seine dritte Meisterschaft.
Nach seinem Karriereende entschloss sich Cassell dazu eine Trainerkarriere anzustreben. Zur Saison 2010/2011 wurde er Assistant Coach der Washington Wizards. In dieser Position arbeitete er bis 2014 für das Team aus Washington. Nach Ablauf seines Vertrages nahm Cassell ein Angebot der Los Angeles Clippers an, bei dem er ebenfalls als Assistant Coach tätig war. Seit 2020 übt er diese Tätigkeit bei den Philadelphia 76ers aus.

## Erfolge
- Dreifacher NBA-Champion: 1994 und 1995 mit den Houston Rockets sowie 2008 mit den Boston Celtics;
- NBA-All-Star 2004
- All-NBA Second Team 2004